# Weingartia neocumingii
Weingartia neocumingii là một loài thực vật có hoa trong họ Cactaceae. Loài này được Backeb. miêu tả khoa học đầu tiên năm 1939.

## Hình ảnh

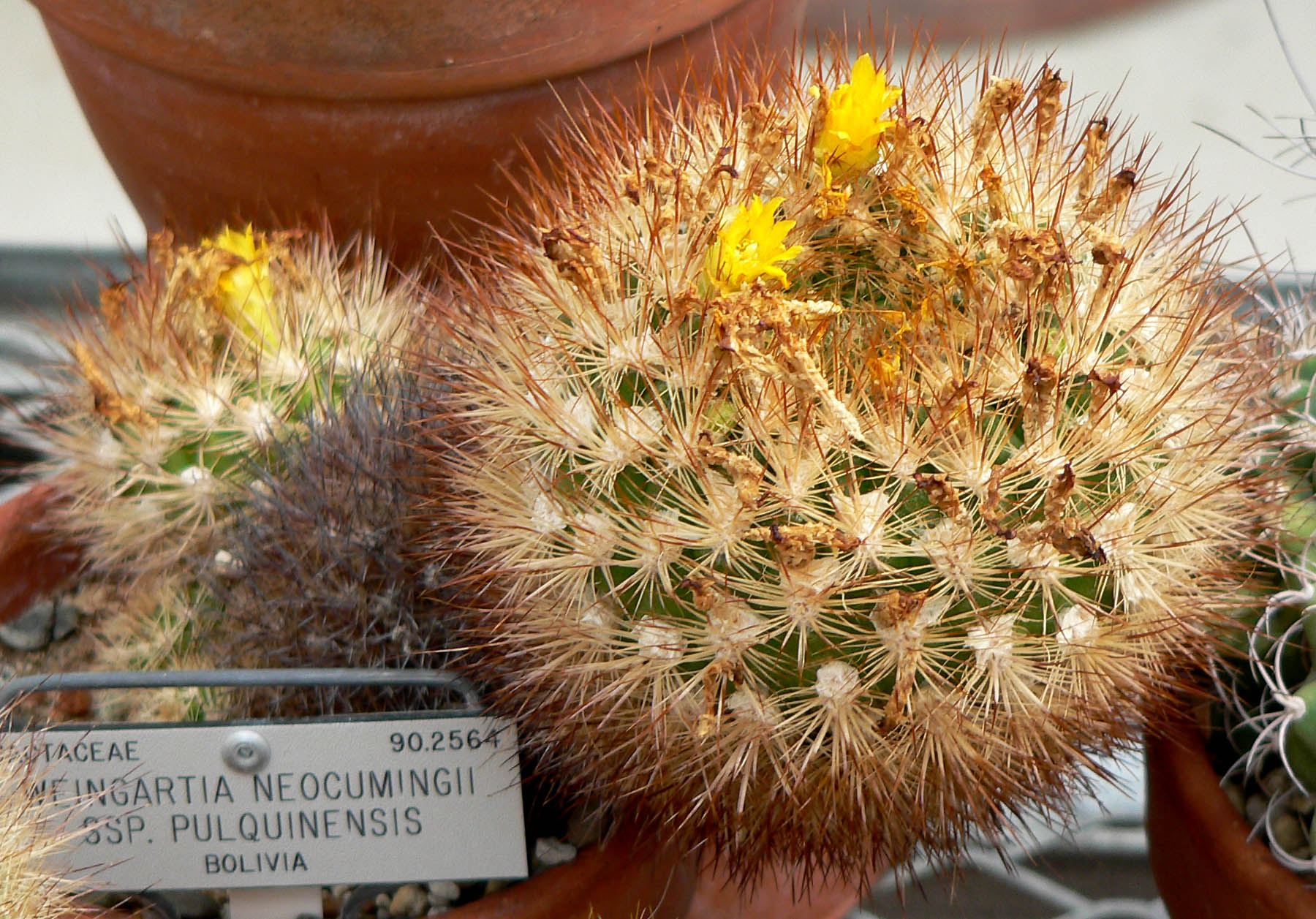
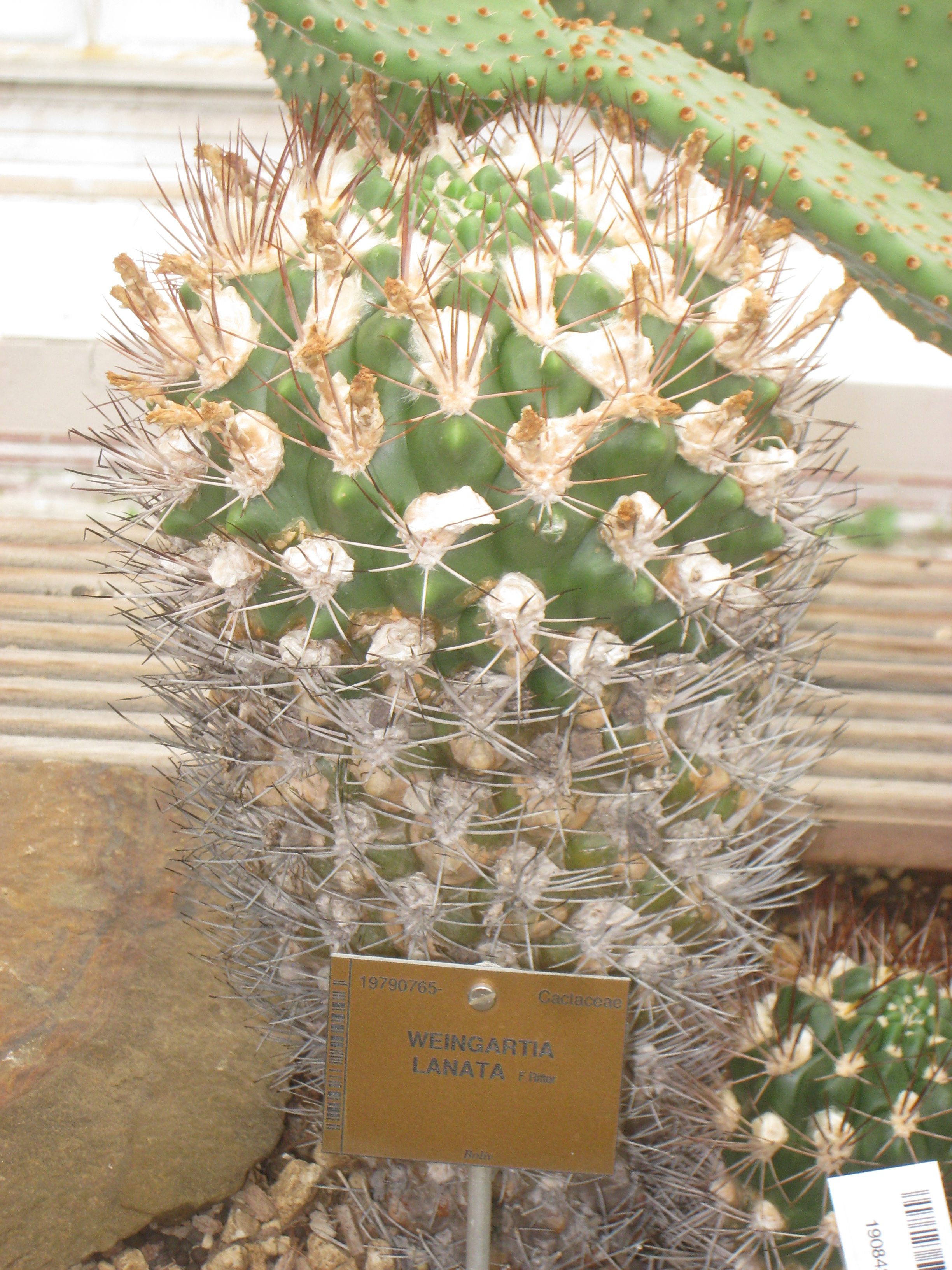
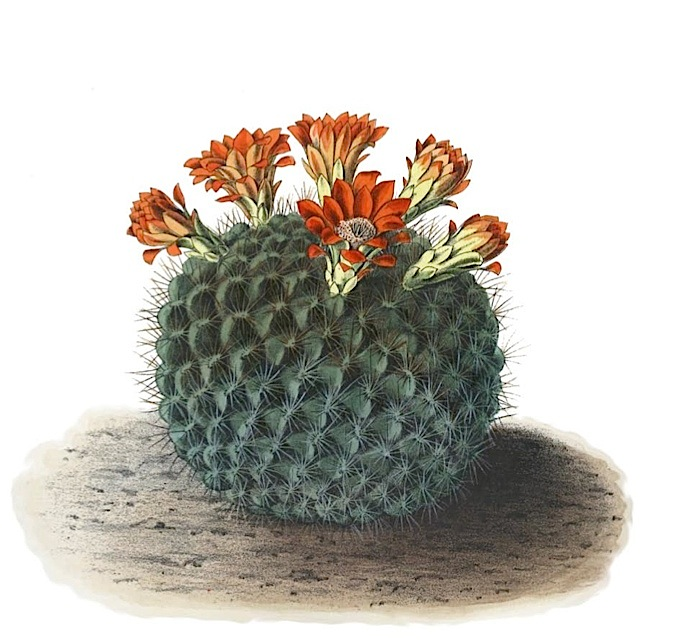